# 尤里·安德鲁霍维奇
尤里·伊霍羅維奇·安德鲁霍维奇（羅馬化：Yurii Ihorovych Andrukhovych；1960年3月13日—），乌克兰诗人、作家、翻译家，与塔拉斯·普罗哈斯科一起是斯坦尼斯拉夫现象的重要代表人物，2001年赫尔德奖得主。女儿索菲亚·安德鲁霍维奇为乌克兰作家、翻译家。